# 조조 (가수)
조조(JoJo, 1990년 12월 20일 ~ )는 미국의 싱어송라이터, 배우이다.

## 음반 목록

### 정규 앨범
- 2004: JoJo
- 2006: The High Road
- 2016: Mad Love
- 2020: Good to Know
- 2020: December Baby
- 2021: Trying Not to Think About It

## 영상 목록

### 영화
- 아쿠아마린 (2006)
- 런어웨이 버케이션 (2006)
- 내겐 너무 특별한 친구 (2013)

### 텔레비전
- 하와이 파이브-0 (2011)
- 리썰 웨폰 (2017)
- 올 아메리칸 (2022)